# Зиґмунт Гаупт
Зиґмунт Гаупт (пол. Zygmunt Haupt, 5 березня 1907, Улашківці на Поділлі, тепер Чортківського району Тернопільської області — 10 травня 1975, Вінчестер (Вірджинія), штат Вірджинія, США) — польський письменник, художник та архітектор. Автор оповідань та репортажів.

## Біографія
Син Людвіка Гаупта і Альбіни з дому Мазурек. Після закінчення початкової школи в Тернополі, а пізніше гімназії у Ярославі, (інші джерела вказують, що Гаупт закінчив гімназію ім. Коперника у Львові, де склав випускні іспити) розпочав навчання на інженерному факультеті Університету Яна Казимира, а пізніше перевівся на архітектурний. У 1928 році виїхав до Парижа, де в 1931–1932 вивчав урбанізм в Сорбонні. Там розпочав малювати і писати.
З Парижа він повернувся до Польщі і до часу його мобілізації в 1939 році до Бригади Кавалерії, активно брав участь в культурному житті Львова.
Під час Другої світової війни був підпоручником бригади моторизованої артилерії і після вторгнення СРСР до Польщі його підвідділ пробрався в Угорщину. Гаупт після табору для інтернованих переїхав у Францію. Евакуйований з-під Дюнкерка на «Batorym» добрався на Британські острови, де служив в Госфорді, а пізніше в Лондоні. Там він познайомився із своєю майбутньою дружиною — Edith Norris, яка була Американкою.
В 1946 році Зиґмунт Гаупт разом із дружиною і сином виїхав в Сполучені Штати Америки, спочатку до Нового Орлеану, а 1951 році у зв'язку із роботою в Голосі Америки переїхав з родиною у Нью-Йорк, де редагував новий журнал «Америка». Друкував також англійською мовою в журналах: «Accent», «Nassau Review», «Furioso», «The Paris Review», «New Directions».
10 травня 1975 через гострий інфаркт міокарда і крововилив у мозок помер в лікарні у Вінчестері в штаті Вірджинія. Похоронений на кладовищі у Metairie.

## Творчість
- Золота грамота

В оповіданні Золота грамота він розповідає таку історію: парашутист приземляється в глухих горах, далеко від цивілізованого світу, серед диких племен. Аборигени виявляються гостинними, і, попри незнання їхньої мови, герой хоче їм якось подякувати. Врешті вирішує виголосити їм урочисту промову українською — з надією, що їм, коли вже не сенс, то хоч звучання мови сподобається. За текст обирає так звану Золоту грамоту — документ, що звільняв від кріпацтва подільських селян під час Січневого повстання 1863 року. Промовець вкладає у виступ весь свій артистизм, але аборигени лишаються незворушними.
- В Парижі і в Аркадії

В оповіданні В Парижі і в Аркадії є епізод розмови оповідача-поляка з українцем зі Львова. Дія відбувається одразу після Другої світової в Парижі, у тяжкий час взаємних претензій і не зведених порахунків, і це відлунює в діалозі, як далека гроза, щоб за мить, після фінального «виріжемо!», заглухнути. Вони обидва самотні тут, викинуті на берег історії. Їхні ідеї, територіальні амбіції й історичні образи — не більше, ніж вимахування шаблями, по яких уже поповзла іржа. Оповідач позичає українцеві сімдесят сантимів на метро, і той іде алеєю паризького авіарію серед різнокольорового пір'я папуг, соколів і туканів.
- З Роксоланії. Нариси, оповідання, рецензії, варіанти (Торунь 2009)

Далекий від ідилічності образ України й українців в оповіданні З Роксоланії, назва якого відсилає до відомого твору ренесансного поета (Шимон Зиморович «Роксоланки», 1654). З. Гаупт вступає в полеміку з виплеканим у літературі міфом українського раю, в автоіронічному коментарі він показує, як легко було б задля створення «підмальованого» художнього образу перетворити прозаїчну, навіть моторошну дійсність, на легенду, а українського селянина, який зґвалтував недорозвинену дівчинку, що доглядала гусей, на героя пасторалі-ідилії. Проте за ідилічною декорацією відкривається упосліджений край, і в цьому контексті історія про зганьблену дівчину — це для письменника «символіка, що поширюється на всю тамтешню кривджену, ґвалтовану, забуту землю, сирітську і гарячу».
- Перстень з паперу (Париж 1963, Воловєц 1999, збір оповідань, єдиний, котрий був виданий за життя)
- Головна похідна застава. Оповідання, варіанти, нариси (Париж 1989, Посмертно)
- Баскійський диявол. Оповідання і репортажі (Варшава 2007; збір оповідань, репортажів i нарисів. Сюди входять також твори із збірки оповідань Перстень з паперу)

## Вшанування
- Архів письменника знаходиться в Стенфордському університеті.
- Від вересня 2015 року в Горлицях і Шимбарку з ініціативи письменника Анджея Стасюка організовується Festiwal im. Zygmunta Haupta[9].
- 25 лютого 2015 року в Центральній районній бібліотеці Жовківської РЦБС відбувся захід Письменник з Жовкви — Зигмунт Гавпт із циклу тематичних вечорів Пізнай творців історії Жовкви[10].

## Нагороди
- В 1963 році призначено нагороду паризького часопису «Kultury» за «Перстень з паперу».
- В 1971 став лауреатом Nagrody Fundacji im. Kościelskich.